# 依田智子
依田 智子（よだ ともこ、1961年11月6日 - ）は元山梨放送ラジオセンターシニアマネージャー局次長、アナウンサー。山梨県甲州市（旧・塩山市）出身。中央大学経済学部国際経済学科卒業。

## 来歴・人物
1984年4月入社。
入社1年目はアナウンサーではなく、ラジオ部の社内業務に就いていたが、2年目になる前に社内選考を受けて合格しアナウンサーに転身した。
2000年代以降は主にラジオのニュース番組、情報番組を担当していた。
2013年3月からアナウンス部長。後に編成局次長兼務を経て、2019年よりラジオセンターシニアマネージャー局次長。
2020年6月をもって36年間勤務した山梨放送を退職した。
山梨放送退職後は「やまなしげんきキッズボイス」にて、山梨の子ども達に、声を出す楽しさなどを伝える活動を行っている。

## 山梨放送時代の担当番組

### テレビ
- ファミリーあい
- Super Morning 山梨の朝→山梨の朝
- あなたとYBS
- 全国好きな嫌いなアナウンサー大賞2018（日本テレビ制作、2018年6月1日）

### ラジオ
- YBSホットスタジオ[1]
- 土曜ワイド ラジオが一番![1]
- 朝のふれあいスタジオ[1]
- I LOVE やまなし みんなの広場[1]
- 情報キャッチアップGOOモーニング
- YBSニュースハーフタイム
- 765morning（月曜）
- Talk魂765 Go!Go!イチ（火・水曜担当）
- はみだし しゃべくりラジオ キックス（火曜アシスタント）
- ラジオ朗読番組 ラジオ図書室（ナビゲーター）
- ラララ♪モーニング
- 歌のない歌謡曲
- YBSラジオニュース